# حسنعلی میرزا
حسنعلی میرزا (۱ ذی‌الحجه ۱۲۰۴ – ۱۲۷۱ هجری قمری) ملقب به شجاع‌السلطنه شاهزاده قاجار و پسر ششم فتحعلی‌شاه بود. مادر او بدرجهان خانم نخستین همسر عقدی فتحعلی‌شاه و دختر محمدجعفرخان عرب و نوه قادر خان عرب عامری (حاکم بسطام) بود. حسینعلی میرزا فرمانفرما و بیگم جان خانم (مادر ملک‌جهان خانم) برادر و خواهر تنی شجاع‌السلطنه بودند. او از سوی پدرش به حکومتهای مهمی از جمله تهران و خراسان فرستاده می‌شد. شجاع‌السلطنه پس از درگذشت فتحعلی شاه خواهان سلطنت برادرش فرمانفرما شد، ولی سرانجام توسط قوای اعزامی محمدشاه سرکوب گشت. او را به دستور محمدشاه کور کردند و سال‌ها زندانی کردند.

## زندگی
در پانزده سالگی از سوی پدرش به حکومت تهران منصوب شد. در سال ۱۲۲۴ هـ. ق که حاکم تهران و بسطام و جاجرم و حکمران قبایل ترکمان بود مامور تدارک جشن عروسی فتحعلی‌شاه با تاج‌الدوله شد و به پاس این خدمت در سال‌های بعد حکومت‌های مختلف یافت. در سال ۱۲۳۱ هجری قمری به حکمرانی خراسان رسید و در این ماموریت فیروزالدین میرزا حکمران سرکش هرات را شکست داد و هرات را محاصره کرد و فیروزالدین میرزا را مجبور کرد به نام فتحعلی‌شاه سکه بزند و خطبه بخواند. مدتی بعد فتح خان (وزیر شاه‌محمود درانی) را که با خدعه به هرات دست یافته بود و به طمع تسخیر مشهد سپاهی ۳۰۰۰۰ به خراسان فرستاده بود در کوسویه شکست داد. شجاع‌السلطنه در سال ۱۲۳۸ هـ. ق به تهران آمد و حکومت خراسان به علی‌نقی میرزا پسر دیگر فتحعلی‌شاه سپرده شد. اما پس از یک سال بار دیگر حکومت خراسان به وی سپرده شد. در سال ۱۲۴۰ هـ. ق رحمان‌قلی توره والی خوارزم را که به خراسان لشکر کشیده بود در نزدیکی مشهد شکست داد و در سال بعد شاه محمود را در هرات مطیع خود ساخت.
در دوره دوم جنگ‌های ایران و روسیه پس از آنکه سپاه روس شهر تبریز را گرفت، عباس میرزا دست از مقاومت کشید و به پیشنهاد او گفت و گوهایی برای امضای قرارداد صلح با ژنرال پاسکویچ آغاز شد. با شنیدن خبر فتح تبریز، شجاع‌السلطنه با پرچم سیاه آستان‌قدس رضوی، به فرماندهی سپاه خراسان به تهران آمد با این هدف به همراه دیگر شاهزادگان به آذربایجان رود و قوای روس را بیرون راند. در آن زمان چنان شایع شد که فتحعلی‌شاه به دلیل خیانت و سازش عباس میرزا با روسیه، او را از ولیعهدی خلع کرده و شجاع‌السلطنه را به جای او نشانده است. این خبر به آذربایجان نیز رسید و پاسکویچ دست از مذاکره کشید. در نهایت نظر شاه و درباریان قاجار بر آن قرار گرفت که عباس میرزا مذاکرات صلح را پیش گیرد که در نتیجه آن عهدنامه ترکمانچای با روسیه بسته شد و با گنجاندن حمایت روسیه از ولیعهدی عباس میرزا در مفاد عهدنامه، شجاع‌السلطنه از رسیدن به ولیعهدی ناامید گشت.
پس از وفات فتحعلی‌شاه در ۱۲۵۰هـ. ق، شجاع‌السلطنه که کینه سختی با عباس میرزا پیدا کرده بود، برادر خود حسینعلی میرزا فرمانفرما را که در آن هنگام والی فارس بود به سلطنت‌خواهی و طغیان علیه محمد میرزا پسر عباس میرزا تحریک کرد. در برابر محمدشاه برادرش فیروز میرزا را به همراهی منوچهرخان معتمدالدوله برای سرکوبی فرمانفرما به شیراز فرستاد. شجاع‌السلطنه به برادرش توصیه کرد منوچهرخان را در صورتی که برای مذاکره وارد شهر شود به قتل رساند و اسباب پراکندگی لشکر فیروز میرزا را فراهم آورد. ولی فرمانفرما دست به چنین اقدامی نزد و خود و برادرش را تسلیم معتمدالدوله کرد. پس از انتقال شاهزادگان به تهران، به اشاره قائم‌مقام فراهانی چشمان شجاع‌السلطنه را کور کردند و محبوسش ساختند. شجاع‌السلطنه بعد از چندی به همراه شاهزادگان یاغی در قلعه اردبیل زندانی شد و پس از فرار چهارنفر از شاهزادگان از زندان، به همراه باقی آنان به تبریز برده شد. او در مراسمی که پس از وفات محمدشاه در سال ۱۲۶۴ هـ. ق در تبریز به جهت تهنیت جلوس ناصرالدین شاه منعقد شده بود به همراه برادرش حسام‌السلطنه به حضور شاه رسید و مورد عفو وی واقع شد. پس از تاجگذاری شاه در تهران، دو شاهزاده به تهران خوانده شدند و به آنان اجازه داده شد تا هر درخواستی دارند به شاه عرض کنند. حسنعلی میرزا درخواست اقامت در تهران کرد و به او اجازه داده شد.
شجاع‌السلطنه پس از شصت و هفت سال زندگی در سال ۱۲۷۱ هجری قمری در تهران درگذشت.

## زندگی شخصی و عقاید
شجاع‌السلطنه شاهزاده‌ای ادیب و دوستدار دانش بود. او خود شعر می‌سرود و «شکسته» تخلص می‌کرد.
چنین می‌نماید که او باور داشت قاجاریان از احفاد چنگیز خان بوده‌اند و به این سبب بر پسران خود نام‌های مغولی گذاشته بود. فرصت شیرازی در بیتی به نام چهارتن از پسران او اشاره می‌کند:
| شد ایران دلم از چهار ترک جنگجو ویران |  | هولاکوخان و ارغون‌خان و اُکتای و اباقاآن |

شجاع‌السلطنه خود، خود را «حسن‌قاآن» نامیده بود که بخش اول این نام ماخوذ نام اصلی خودش «حسنعلی» است.
او همچنین حامی شعرا بود. او قاآنی شیرازی را زمانی که در اصفهان مشغول تحصیل بود پشتیبانی کرد و بعدها به دربار خود در خراسان آورد و بنا به تقاضای او، شاعر تخلص نخست خود را که «حبیب» بود به «قاآنی» تبدیل کرد.
فرزندان شجاع‌السلطنه نیز علاقه‌مند به شعر و ادب بودند: فرزند آخر او قهرمان میرزا شاعر بود با تخلص «عشق» شعر می‌سرود. فرزند دیگر وی هلاگو میرزا به شعر و ادب علاقه تمام داشت و تذکره‌ای از خود به نام «مصطبه خراب» به یادگار گذاشته‌است. او همچنین شعر می‌سرود و «خراب» تخلص می‌کرد. ابوسعید میرزا، یکی دیگر از فرزندان شجاع‌السلطنه، به گفته معلم حبیب‌آبادی لقب فروغ‌الدوله داشت و حامی فروغی بسطامی بود و این شاعر تخلص خود را از لقب او گرفته بود.

## فرزندان

### پسران
| ردیف | نام           | تولد/وفات | نام مادر                      | تصویر | توضیحات                                                                                 |
| ---- | ------------- | --------- | ----------------------------- | ----- | --------------------------------------------------------------------------------------- |
| ۱    | هلاکو میرزا   |           |                               |       | متخلص به خراب و کتابی با نام «مصطبه خراب» دارد.                                         |
| ۲    | ابوسعید میرزا |           |                               |       | ملقب به فروغ الدوله- متخلص به فروغ. از حامیان فروغی بسطامی                              |
| ۳    | اوکتای میرزا  |           |                               |       |                                                                                         |
| ۴    | اباقاآن میرزا |           |                               |       |                                                                                         |
| ۵    | ارغون میرزا   |           |                               |       | در جریان فتح قلعه کرمان در جنگ با سربازان فوج قراگوزلو کشته شد.                         |
| ۶    | سنجر میرزا    |           |                               |       |                                                                                         |
| ۷    | قهرمان میرزا  |           | مادرش دختر اسحاق‌خان قرایی است |       | متخلص به عشق( خانواده های قهرمان ، شجاع نیا و بهادری در خراسان از نوادگان ایشان هستند.) |

### دختران
1. نوشابه خانم، همسر تیمور میرزا حسام‌الدوله پسر حسین‌علی‌میرزا فرمانفرما[۹]
2. قزاقه خانم [۱۰]
3. دُر شاهوار خانم [۱۱]
4. دختر، همسر کی‌خسرو میرزا سپهسالار پسر حسین‌علی‌میرزا فرمانفرما[۱۲]
5. دختر، همسر نادر میرزا پسر حسین‎علی میرزا فرمانفرما[۱۰]
6. دختر، همسر اسکندر میرزا پسر حسین‌علی میرزا فرمانفرما[۱۰]
7. دختر، همسر آقا سید ابراهیم[۱۰]
8. دختر، همسر عباسقلی خان پسر ابراهیم خان کرمانی[۱۰]

در سفرنامه حج فرهاد میرزا از دختر دیگری به نام «شمع ایران خانم» یاد می‌شود که در شیراز ساکن بوده است.

## شجاع السلطنه در اشعار شاعران
قصیده ای از حکیم قاآنی شیرازی در مدح شاهزاده حسنعلی میرزا شجاع السلطنه:
| گرفت عرصهٔ‌گیتی شمیم عنبر ناب          |  | زگرد خاک سرکوی میرعرش‌ جناب         |
| وکیل ملک ملک مهتری ‌که فُلک فلک        |  | به بحر همت او چون سفینه درگرداب    |
| بزرگ ‌همت وکوچک‌دلی‌که دست و دلش        |  | یکی به بحر زند طعنه دیگری به سحاب  |
| بهادری ‌که ز تف شرار شمشیری           |  | بود مزاج معاند همیشه در تب و تاب   |
| سزد که از اثر خلق و لطف جان بخشش     |  | به‌ کام افعی‌ گیرد مزاج شهد لعاب     |
| به خدمت ملک آن ملک‌بخش ‌کشورگیر        |  | سحرگهان به من از روی لطف‌کرد خطاب   |
| خجسته تهنیتی‌گوی عید اضحی را          |  | که تا به‌گوش نیایش نیوشی از احباب   |
| جواب دادمش ای آنکه رای عالی تو       |  | بود معاینه چون آفتاب عالمتاب       |
| دو روز پیش که پهلوی استراحت من       |  | نسوده است ز دلخستگی به بستر خواب   |
| ز گرد راه چنانم‌ که تل خاک شود        |  | گرم به سخره‌کسی افکند به دجلهٔ آب    |
| مرا ز بستن نظم این زمان همان عجز ست  |  | که صعوه را و شکار تدزو و صید عقاب  |
| به خشم رفت و بر ابرو فکند چین و گشود |  | دو بُسدگهرانگیز را ز روی عتاب       |
| که عذر بیهده تاکی همینت عذر بس است   |  | که عجز طبع فکندست مر تو را به عذاب |
| بگیر خامهٔ مشکین ختامه را به بنان     |  | مر این چکامهٔ فرخنده را ببر به‌ کتاب |
| زهی شهنشه دوران خدایگان ملوک         |  | که با اسحاب‌ کَفت‌ساحت محیط سراب      |
| تو آن شهی‌که ز معماری عدالت تو        |  | سرای امن شد آباد وکاخ فتنه خراب    |
| حسام سر فکنت بارور درختی هست         |  | که بار او نبود غیر روین و عناب     |
| ز بیم تیغ تو نالان پلنگ در کهسار     |  | ز سهم سهم تو مویان غضنفر اندر غاب  |
| ز شوق بزم تو امروز قدسیان سپهر       |  | ز هر طرف متذکر به لیت‌کنت تراب      |
| برای طوف حریم حرم مثال تو جمع        |  | چو خلق در حرم ‌کعبه مالکان رقاب     |
| سزاست از پی قربانی توجیش عدو         |  | که در شمار بهیمند زی اولواالالباب  |
| به شرط آنکه چو ما بندگان پاک ضمیر    |  | که بهر دفع شیاطین دولتیم شهاب      |
| برافکنیم سراسر شکنجها به جبین        |  | برآوریم یکایک پرندها ز قراب        |
| ز خون خصم تو آریم لجه‌ای‌که در او      |  | قباب نه فلک آمد چو قبهای حباب      |
| الا به‌ بزم جهان تا نشاط و عیش و طرب  |  | عیان شود ز بم و زیر تار چنگ و رباب |
| بود به‌کام موالیت نیش نوش روان        |  | بود به‌جام اعادیت نوش نیش مذاب      |